# Prince George (Wirginia)
Prince George – jednostka osadnicza w Stanach Zjednoczonych, w stanie Wirginia, siedziba administracyjna hrabstwa Prince George.